# Юмаклы, Ибрагим
Ибрагим Юмаклы (тур. İbrahim Yumaklı; род. 1969, Кастамону) — турецкий государственный деятель. Министр сельского и лесного хозяйства Турции.

## Биография
Родился в 1969 году в г. Кастамону. В 1992 году окончил Университет Улудаг, факультет экономики и административных наук, департамент делового администрирования.
С 1993 по 2011 год являлся специалистом по импортным операциям, менеджером «Marshall Boya AŞ», дочерней компании «AkzoNobel Turkey», и в финансовых группах, аффилированных с данной компанией.
В 2011 году работал в «Al Jazeera Turkey». С 2011 по 2015 год являлся главой «Al Jazeera Turkey».
С января по октябрь 2016 года являлся директором по международным операциям информационного агентства «Анадолу».
С октября 2016 года являлся генеральным директором и членом правления «Gübretaş».
С 7 апреля 2022 года являлся заместителем министра сельского и лесного хозяйства Турции.
Министр сельского и лесного хозяйства Турции (с 3 июня 2023).